# Trichobyrrhulus arragonicus
Trichobyrrhulus arragonicus is een keversoort uit de familie pilkevers (Byrrhidae). De wetenschappelijke naam van de soort is voor het eerst geldig gepubliceerd in 1911 door Reitter.